# شاهین عباسیان
شاهین عباسیان (زاده ۲۶ خرداد ۱۳۷۶ - سرپل ذهاب استان کرمانشاه) بازیکن فوتبال اهل ایران است که برای تیم رایکا بابل و در پست مدافع راست بازی می‌کند.
وی سابقه عضویت در تیم پرسپولیس تهران و دعوت شدن به تیم ملی فوتبال نوجوانان ایران را در کارنامه دارد.

## آمار باشگاهی

### فولادخوزستان
وی فوتبال خود را از آکادمی فوتبال باشگاه فولاد خوزستان آغاز کرد و در فصل ۱۷–۲۰۱۱ عضو تیم زیر ۱۹ سال این تیم بود.

### پرسپولیس
شاهین عباسیان در تاریخ ۳ تیر ۱۳۹۶ با عقد قراردادی ۳ ساله به پرسپولیس پیوست.

## آمار ملی
وی همچنین سابقه باز ی در رده‌های سنی تیم ملی ایران را در کارنامه خود دارد و در مقدماتی جام جهانی حضور داشت و در صعود این تیم نقش مهمی را ایفا کرد، به دلیل مصدومیت این رقابت‌ها را از دست داده بود.